# Alberto Gallitti
Alberto Gallitti (Rome, 1er avril 1926-Rome, 17 mars 2011) est un monteur italien.

## Carrière
Il a travaillé comme monteur pendant quarante ans (de 1959 à 1999) sur plus d'une centaine de films italiens, faisant ses débuts dans Le Veuf de Dino Risi. Il a également travaillé occasionnellement sur des séries télévisées telles que Sandokan en 1976 et Little Roma (it) en 1987. En 1966, il utilise le pseudonyme de Richard Hartley pour le film Les Nuits de l'épouvante.

## Filmographie partielle

### Cinéma
- Le Veuf, réalisé par Dino Risi (1960)
- Sémiramis, déesse de l'Orient, réalisé par Primo Zeglio (1962)
- Maciste contre les géants, réalisé par Michele Lupo (1962)
- Navajo Joe, réalisé par Sergio Corbucci (1966)
- Ramdam à Rio, réalisé par Henry Levin et Arduino Maiuri (1966)
- Les héros ne meurent jamais, réalisé par Maurizio Lucidi (1969)
- Delitto al circolo del tennis, réalisé par Franco Rossetti (1969)
- Drame de la jalousie, réalisé par Ettore Scola (1970)
- Miracle à l'italienne, réalisé par Nino Manfredi (1971)
- L'etrusco uccide ancora, réalisé par Armando Crispino (1972)
- La faccia violenta di New York (One Way), réalisé par Jorge Darnell (1973)
- Storia de fratelli e de cortelli, réalisé par Mario Amendola (1973)
- La Tour du désespoir, réalisé par Aldo Lado (1973)
- Parfum de femme, réalisé par Dino Risi (1974)
- Le Corsaire noir, réalisé par Sergio Sollima (1976)
- La Chambre de l'évêque, réalisé par Dino Risi (1977)
- Scherzi da prete (it), réalisé par Pier Francesco Pingitore (1978)
- Comment perdre sa femme et trouver une maîtresse, réalisé par Pasquale Festa Campanile (1978)
- Il corpo della ragassa, réalisé par Pasquale Festa Campanile (1979)
- Je suis photogénique, réalisé par Dino Risi (1980)
- Plus beau que moi, tu meurs, réalisé par Philippe Clair (1982)
- Al bar dello sport (en), réalisé par Francesco Massaro (1983)
- A Boy and a Girl (en), réalisé par Marco Risi (1984)
- Valse d'amour, réalisé par Dino Risi (1990)
- Remake, Rome ville ouverte, réalisé par Carlo Lizzani (1995)
- Tifosi (en), réalisé par Neri Parenti (1999)

### Télévision
- Sandokan, réalisé par Sergio Sollima - Mini-série télévisée (1976)
- La scalata (it), réalisé par Vittorio Sindoni - Mini-série TV (1993)